# Anne de Balbi

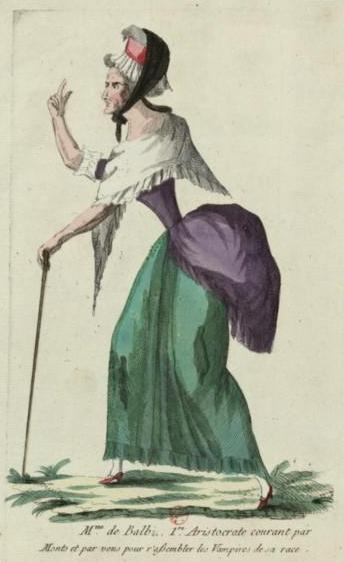
Karikatyr från 1791

Anne Nompar de Caumont, känd som grevinnan de Balbi, född 1758, död 1842, var en fransk hovdam, mätress till den framtida Ludvig XVIII av Frankrike under hans tid som prins före franska revolutionen. 

## Biografi
Anne de Balbi var dotter till markisen de Caumont Force, som var hovman åt Ludvig XV och därefter åt prins Ludvig, greve av Provence, och Adelaide-Luce-Madeleine Galard Brassac, som var hovdam åt grevinnan av Provence, Maria Josefina av Savojen. Hon gifte sig med greve de Balbi. Hon beskrivs som en kvick och munter skönhet med skämtsinne, men skaffade sig också fiender genom sin hänsynslöshet. 

### Mätress
Anne de Balbi ska ha blivit hovdam åt prins Ludvigs fru Maria Josefina av Savojen i ett försök att komma Ludvig nära. Ludvig ska ha inlett ett förhållande med henne delvis på grund av sin indignation över sin makas förhållande med sin hovdam Madame de Gourbillon. Hon fick en lägenhet i slottet Versailles och en paviljong i staden Versailles, där paret träffades. Hennes make, som protesterade mot förhållandet, blev på initiativ av prins Ludvig förklarad sinnessjuk och internerad fram till sin död 1835. Ludvig lät år 1785 skapa en konstgjord trädgård vid Versailles, som fick namnet Balbiparken efter henne. 

### Senare liv
Anne de Balbi lämnade Frankrike tillsammans med Ludvig och Maria Josefina år 1791 och ska ha varit delaktig i att planlägga deras flykt. Paret Provence skildes åt i Mons, då Ludvig fortsatte till Koblenz och Maria Josefina till Turin, och som hovdam tvingades Anne de Balbi följa med den senare. Under separationen födde hon tvillingar, vilka tidsmässigt inte kunde vara Ludvigs, något som innebar slutet på parets förhållande. 
Anne de Balbi bosatte sig så småningom i England. Hon återvände till Frankrike år 1802, då hennes namn togs bort från listan över efterlysta emigranter, för att göra anspråk på sin avlidne makes efterlämnade egendom i Frankrike. Hon levde resten av sitt liv med sin bror ute på landet.   